# 영일로
영일로(Yeongil-ro)는 경기도 포천시 영중면 만세교삼거리에서 포천시 일동면 기산삼거리까지 연결하는 도로이다.

## 주요 경유지
경기도
- 포천시 (영중면 - 일동면)

## 노선
| 이름         | 접속 노선                | 소재지 | 소재지 | 비고 |
| ------------ | ------------------------ | ------ | ------ | ---- |
| 만세교삼거리 | 국도 제43호선 (호국로)   | 포천시 | 영중면 |      |
| 금주교       |                          | 포천시 | 영중면 |      |
| 길명사거리   | 국도 제37호선 (신영일로) | 포천시 | 일동면 |      |
| 생이고개     |                          | 포천시 | 일동면 |      |
| 기산교       |                          | 포천시 | 일동면 |      |
| 기산삼거리   | 화동로                   | 포천시 | 일동면 |      |